# Matrice (gravure)
Pour les articles homonymes, voir Matrice.

Matrice et impression d'un billet de banque sino-mongol de la dynastie Yuan, en 1287

Une matrice est, en gravure et en technique d'imprimerie traditionnelle, une planche de bois (gravure sur bois), linoléum (linogravure), zinc ou cuivre (aquatinte, eau forte, taille douce), gravée, utilisée directement pour l'impression d'une estampe, ou d'une page d'un livre. Elle ne doit pas être confondue avec la matrice typographique, qui sert à mouler un caractère, et non à imprimer directement. 
C'est la forme d'impression la plus ancienne. Elle a progressivement été remplacée, pour le texte, par des caractères mobiles typographiques, à partir du Xe siècle, tout en restant utilisée pour les images. Puis, à partir de l'utilisation de nouvelles techniques d'impression, principalement la lithographie et ses dérivés, chromolithographie et offset, des plaques chimiquement sensibilisées sont venues remplacer les caractères mobiles et les formes en relief.
Une impression peut être réalisée à l'aide d'une ou de plusieurs matrices, soit pour ajouter certains éléments mobiles, soit pour superposer différentes couleurs.

## Impressions polychromes

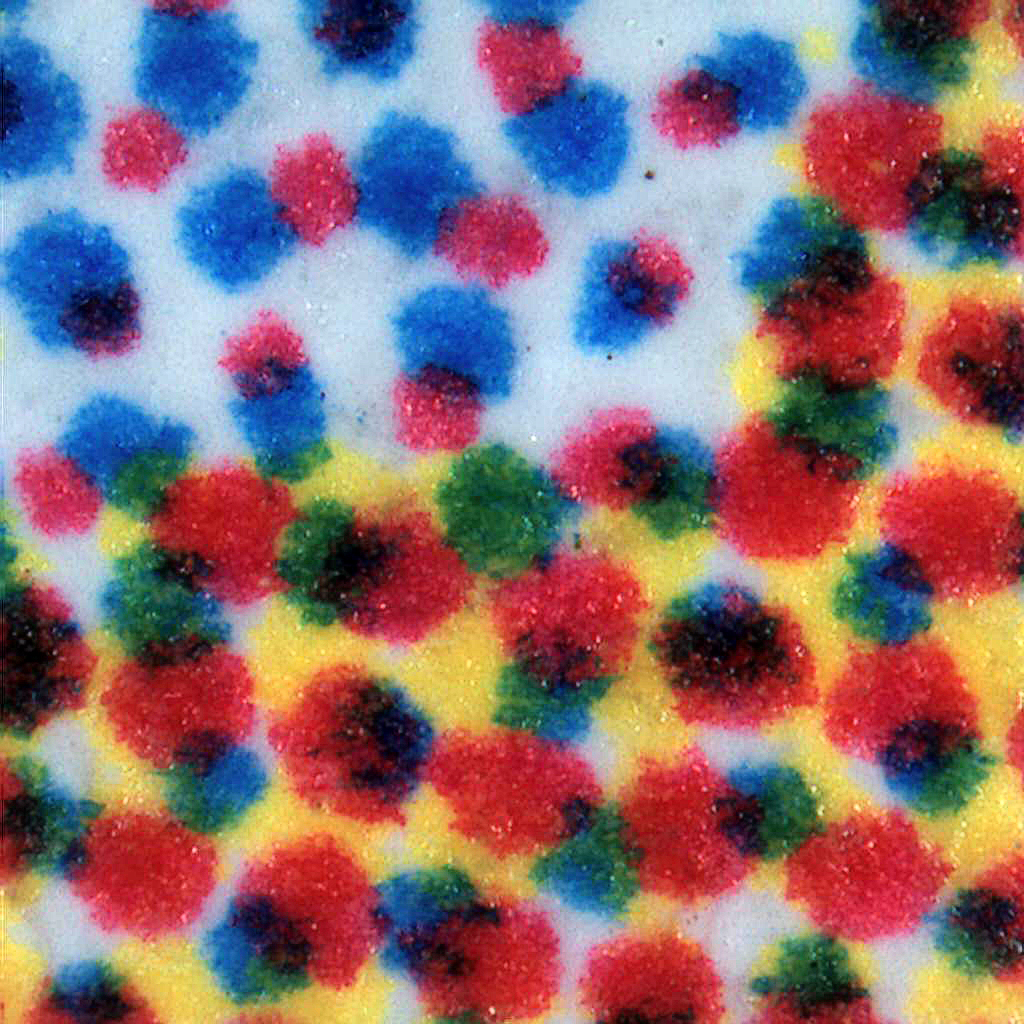
Détail d'une impression en quadrichromie.

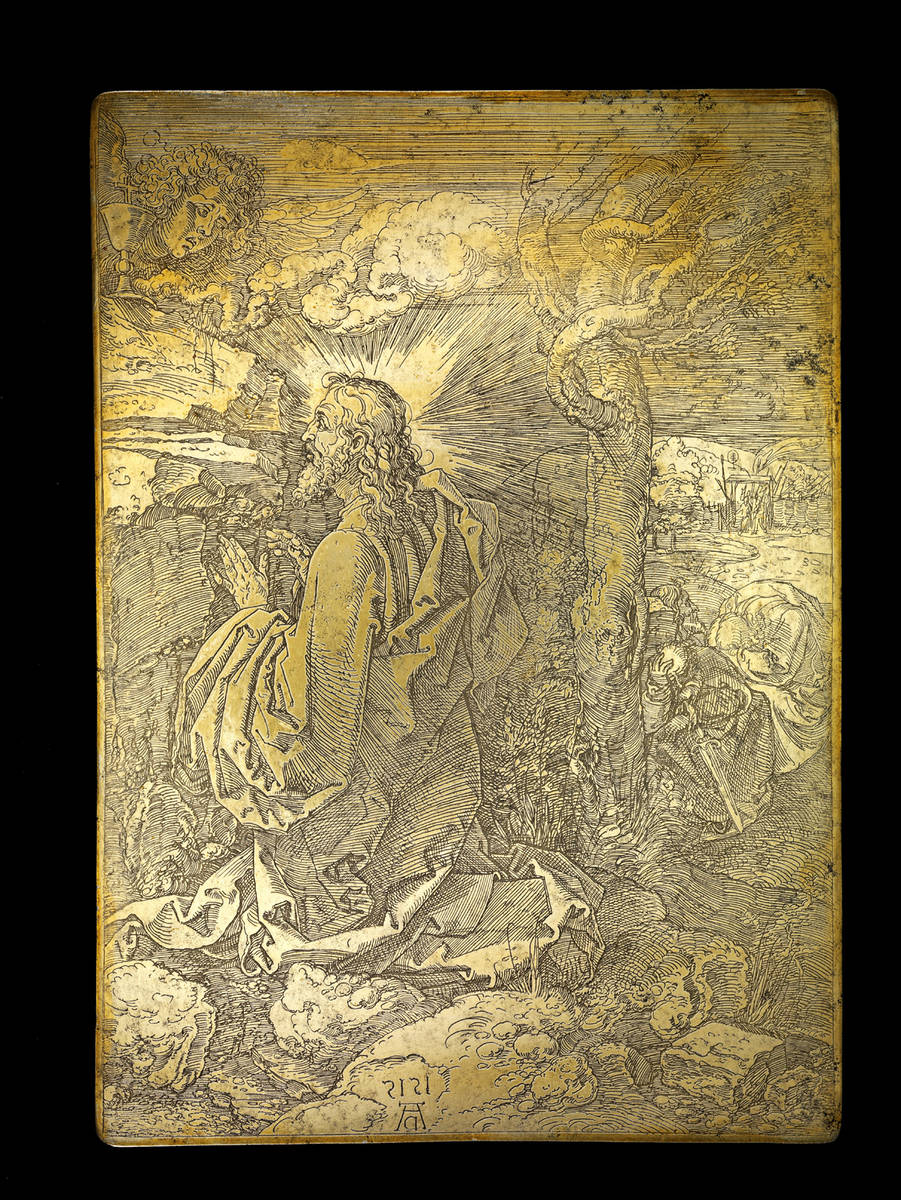
Matrice en métal d'Albrecht Dürer créée selon la technique de l'eau-forte au XVI.

S’il est possible en impression artisanale de poser différentes couleurs sur différentes zones d'une même matrice, mais cela ne peut être fait de façon très précise. De plus l'encre doit être posée relativement rapidement et l'impression doit également être effectuée dans les minutes qui suivent, selon le type d'encre, avant que celle-ci ne sèche. Les encres à l'huile ont un temps de séchage plus élevé que les encres à l'eau. Pour placer différentes couleurs, on imprime donc généralement en plusieurs étapes, souvent en utilisant différentes matrices.
En quadrichromie industrielle, quatre plaques de métal ou de matériaux synthétiques sont utilisées pour les passages cyan, magenta, jaune, et noir. Dans certaines estampes d'art, on peut également utiliser plusieurs planches pour plusieurs passages de couleur.
La célèbre estampe de Katsushika Hokusai, La Grande Vague de Kanagawa par exemple, utilise sept planches distinctes.